# Histiogamphelus briggsii
Histiogamphelus briggsii är en fiskart som beskrevs av Mcculloch 1914. Histiogamphelus briggsii ingår i släktet Histiogamphelus och familjen kantnålsfiskar. Inga underarter finns listade i Catalogue of Life.